# Roman Mawlanow

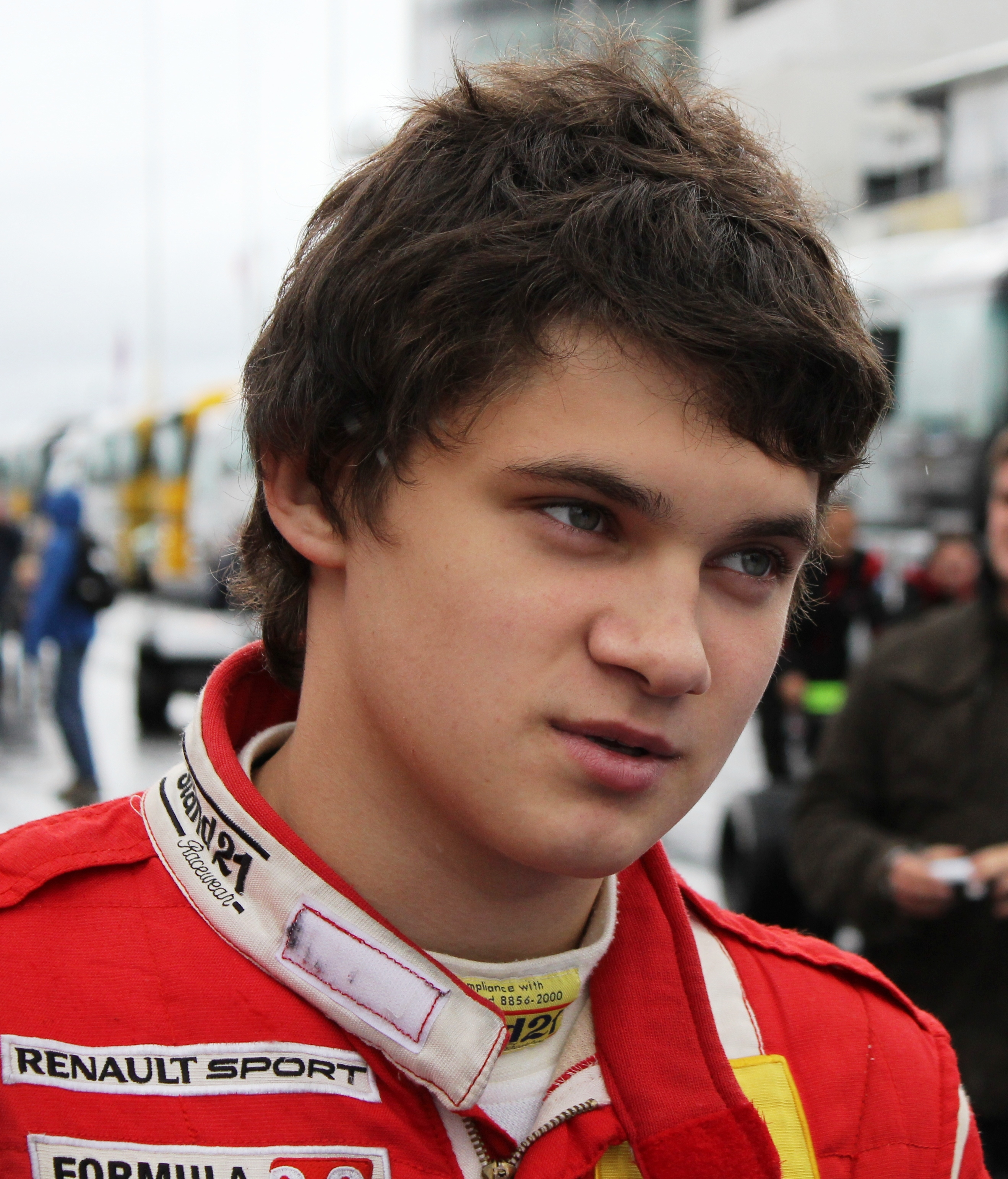
Roman Mawlanow (2011)

Roman Mawlanow ([rɐˈman mɐvˈlanɐv], auch Roman Mavlanov, russisch Рома́н Мавла́нов; * 5. Juli 1994 in Moskau) ist ein russischer Automobilrennfahrer. 2014 gewann er die International GT Open. Er startete 2014 außerdem in der Formel Renault 3.5.

## Karriere
Mawlanow begann seine Motorsportkarriere im Alter von 13 Jahren im Kartsport, in dem er bis 2010 aktiv blieb. 2011 wechselte er in den Formelsport und trat für das Boetti Racing Team im Formel Renault 2.0 Eurocup an. Er beendete seine Debütsaison auf dem 35. Gesamtrang. Darüber hinaus fuhr er für den Rennstall in der alpinen Formel Renault. Dort lag er auf dem 13. Gesamtrang. 2012 erhielt Mawlanow ein Cockpit bei Tech 1 Racing. Im Formel Renault 2.0 Eurocup verbesserte er sich auf den 33. Platz in der Fahrerwertung. Die alpine Formel Renault beendete er auf dem 15. Platz.

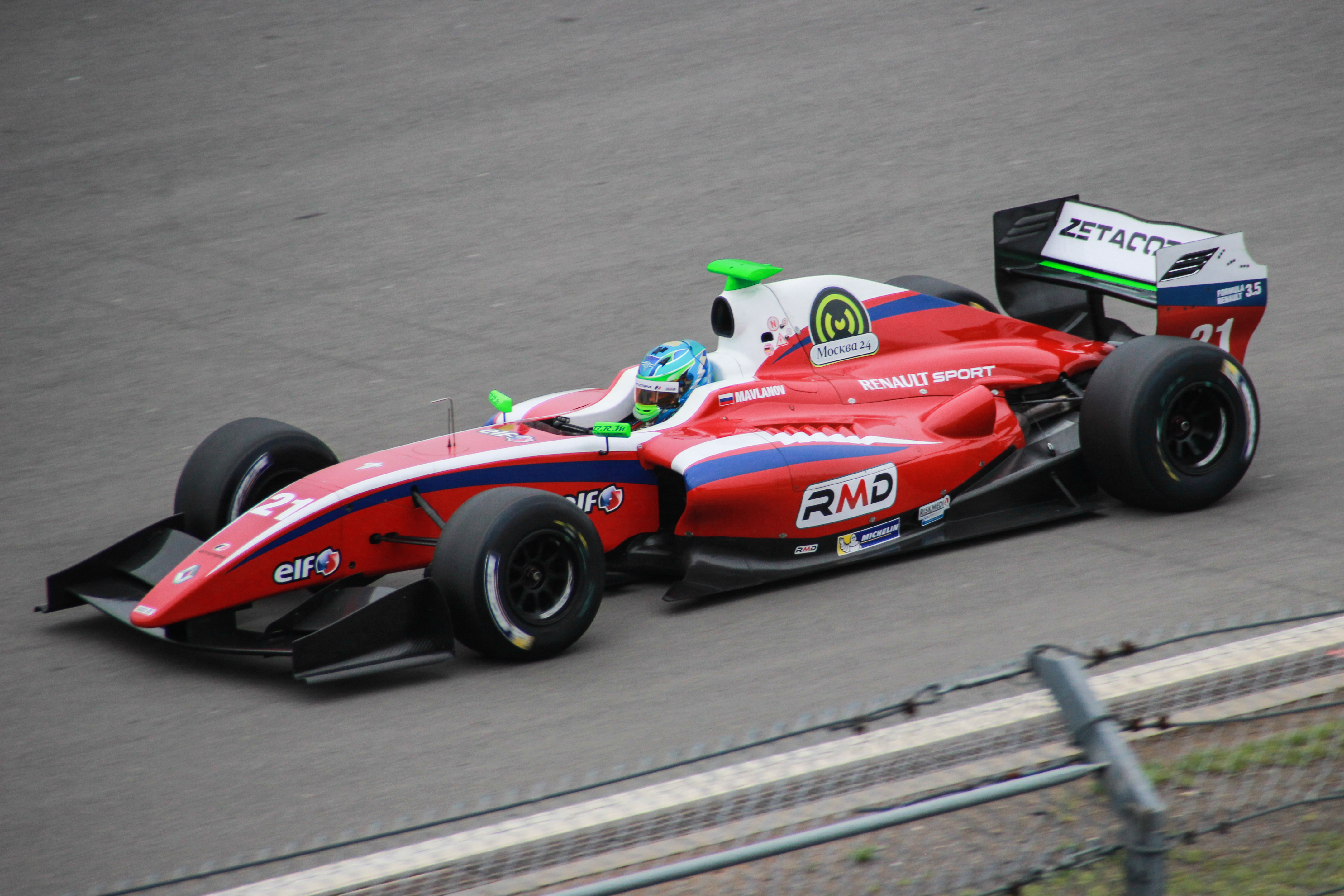
Roman Mawlanow beim ersten Rennen der Formel Renault 3.5 auf dem Nürburgring 2014

2013 war Mawlanow hauptsächlich im GT-Sport für Russian Bears Motorsport aktiv. In der International GT Open gewann er zusammen mit Pol Rosell dreimal die GTS-Wertung und beendete die Saison in dieser zusammen mit Rosell auf dem vierten Rang. In der spanischen GT-Meisterschaft wurde er Fünfter. Darüber hinaus nahm Mawlanow für RC Formula an einigen Formel-Renault-Rennen teil. Im Formel Renault 2.0 Eurocup wurde er 29. In der nordeuropäischen Formel Renault erzielte er einen zweiten Platz und schloss die Fahrerwertung auf dem 18. Platz ab. 2014 war Mawlanow erneut im GT- und Formelsport parallel aktiv. In der International GT Open trat er nun für Russian Bears Motorsport in der Super-GT-Klasse an. Zusammen mit Daniel Zampieri gewann er drei Rennen und sicherte sich den Meistertitel. Darüber hinaus nahm er für seinen Rennstall an einem Rennen der Blancpain Endurance Series teil. Im Formelsport trat Mawlanow 2014 für Zeta Corse in der Formel Renault 3.5 an. Während sein Teamkollege Roberto Merhi mit 183 Punkten Gesamtdritter wurde, blieb Mawlanow ohne Punkte und erreichte den 25. Gesamtrang.

## Statistik

### Karrierestationen
| - 2007–2010: Kartsport - 2011: Formel Renault 2.0 Eurocup (Platz 35) - 2011: Alpine Formel Renault (Platz 13) - 2012: Formel Renault 2.0 Eurocup (Platz 33) | - 2012: Alpine Formel Renault (Platz 15) - 2013: International GT Open, GTS (Platz 4) - 2013: Spanische GT-Meisterschaft (Platz 5) - 2013: Formel Renault 2.0 Eurocup (Platz 29) | - 2013: Nordeuropäische Formel Renault (Platz 18) - 2014: International GT Open (Meister) - 2014: Formel Renault 3.5 (Platz 25) - 2014: Blancpain Endurance Series, Pro-Am |

### Einzelergebnisse in der Formel Renault 3.5
| Jahr | Team       | 1   | 2   | 3   | 4   | 5   | 6   | 7   | 8   | 9   | 10  | 11  | 12  | 13  | 14  | 15  | 16  | 17  | Punkte | Rang |
| ---- | ---------- | --- | --- | --- | --- | --- | --- | --- | --- | --- | --- | --- | --- | --- | --- | --- | --- | --- | ------ | ---- |
| 2014 | Zeta Corse | MNZ | MNZ | ALC | ALC | MON | SPA | SPA | MOS | MOS | NÜR | NÜR | HUN | HUN | LEC | LEC | JRZ | JRZ | 0      | 25.  |
| 2014 | Zeta Corse | 13  | 15  | 17  | 15  | 19  | 13  | 16  | 12  | DNF | 17  | 13  | 13  | 16  |     |     | 12  | DNF | 0      | 25.  |